# Norwegian Air Argentina
Norwegian Air Argentina — недействующая аргентинская частная авиакомпания, которая была основана в январе 2017 года как дочерняя компания Norwegian Air Shuttle. Флот состоял из трех самолётов Boeing 737-800 с базами в Буэнос-Айресе и Кордове с регистрацией в Аргентине. В декабре 2019 года авиакомпанию продали чилийскому лоу-кост авиаперевозчику JetSmart. Из-за пандемии коронавируса COVID-19 JetSmart в марте 2020 года отправил самолёты бывшей Norwegian Air Argentina на длительное хранение.